# Striga
Striga é um género botânico pertencente à família Orobanchaceae.

## Sinonímia

### Espécies
Composto por 81 espécies:
Striga alba Striga angolensis Striga angustifolia
Striga aequinoctialis Striga asiatica Striga aspera
Striga barteri Striga baumannii Striga bilabiata
Striga brachycalyx Striga brouilletii Striga burteri
Striga campuleia Striga canescens Striga chloroleuca
Striga chrysantha Striga coccinea Striga curviflora
Striga dalzielii Striga densiflora Striga dewevrei
Striga diversifolia Striga elegans Striga ellenbergeri
Striga esquirolii Striga euphrasioides Striga eustriga
Striga flava Striga forbesii Striga fulgens
Striga gastonii Striga gesnerioides Striga glabrata
Striga glandulifera Striga glumacea Striga gracilhma
Striga hallei Striga hermonthica Striga hirsuta
Striga humifusa Striga humilis Striga junodii
Striga klingii Striga latericea Striga ledermannii
Striga lepidagathidis Striga linearifolia Striga lutea
Striga macrantha Striga masuria Striga micrantha
Striga multiflora Striga orchidea Striga orobanchoides
Striga parviflora Striga parvula Striga passargei
Striga phoenicea Striga pinnatifida Striga primuloides
Striga pubiflora Striga pusilla Striga rowlandii
Striga sansibarensis Striga schimperiana Striga schlechteri
Striga senegalensis Striga somaliensis Striga spanogheana
Striga squamea Striga squamigera Striga strictissima
Striga strigosa Striga sulphurea Striga thunbergii
Striga wallichii Striga warneckei Striga welwitschii
Striga yemenica Striga zangebarica Striga zanzibarensis